# Protognathia waegeli
Protognathia waegeli is een pissebed uit de familie Protognathiidae. De wetenschappelijke naam van de soort is voor het eerst geldig gepubliceerd in 1995 door Oleg Grigor'evich Kussakin & Alexey V. Rybakov.